# Alberto de Este
Alberto V de Este (27 de febrero de 1347-30 de julio de 1393) fue marqués de Este y señor de Ferrara, Módena y Reggio Emilia desde 1388 hasta su muerte.

## Biografía
Compartió el señorío de la Casa de Este con su hermano Nicolás por decisión de este desde 1361, convirtiéndose en único gobernante desde la muerte de su hermano en  1388.  Ambos eran hijos de Obizzo III de Este, quién gobernó en Ferrara de 1317 a 1352. Alberto fundó la Universidad de Ferrara en 1391, el mismo año en el que casó con Giovanna de Roberti (m. 1393). Tras la muerte de Giovanna, se casó con Isotta Albaresani. Fue sucedido por su hijo, Nicolás III de Este.